# Digitaria natalensis
Digitaria natalensis là một loài thực vật có hoa trong họ Hòa thảo. Loài này được Stent mô tả khoa học đầu tiên năm 1930.